# Chiesa di San Nicolò (Carisolo)
La chiesa di San Nicolò è la parrocchiale di Carisolo in Trentino. Rientra nella zona pastorale delle Giudicarie dell'arcidiocesi di Trento e risale al XVI secolo.

## Storia

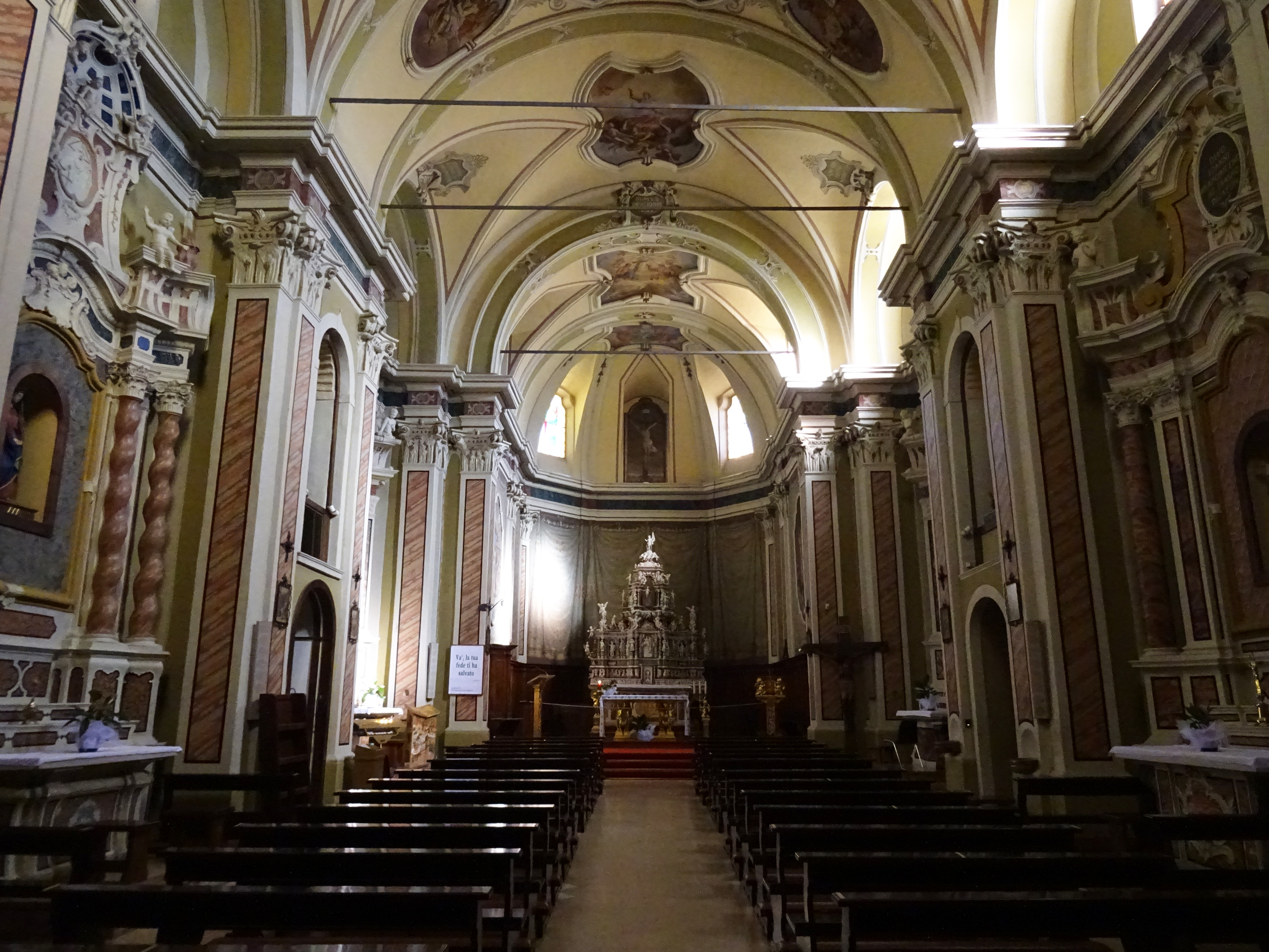
Interno

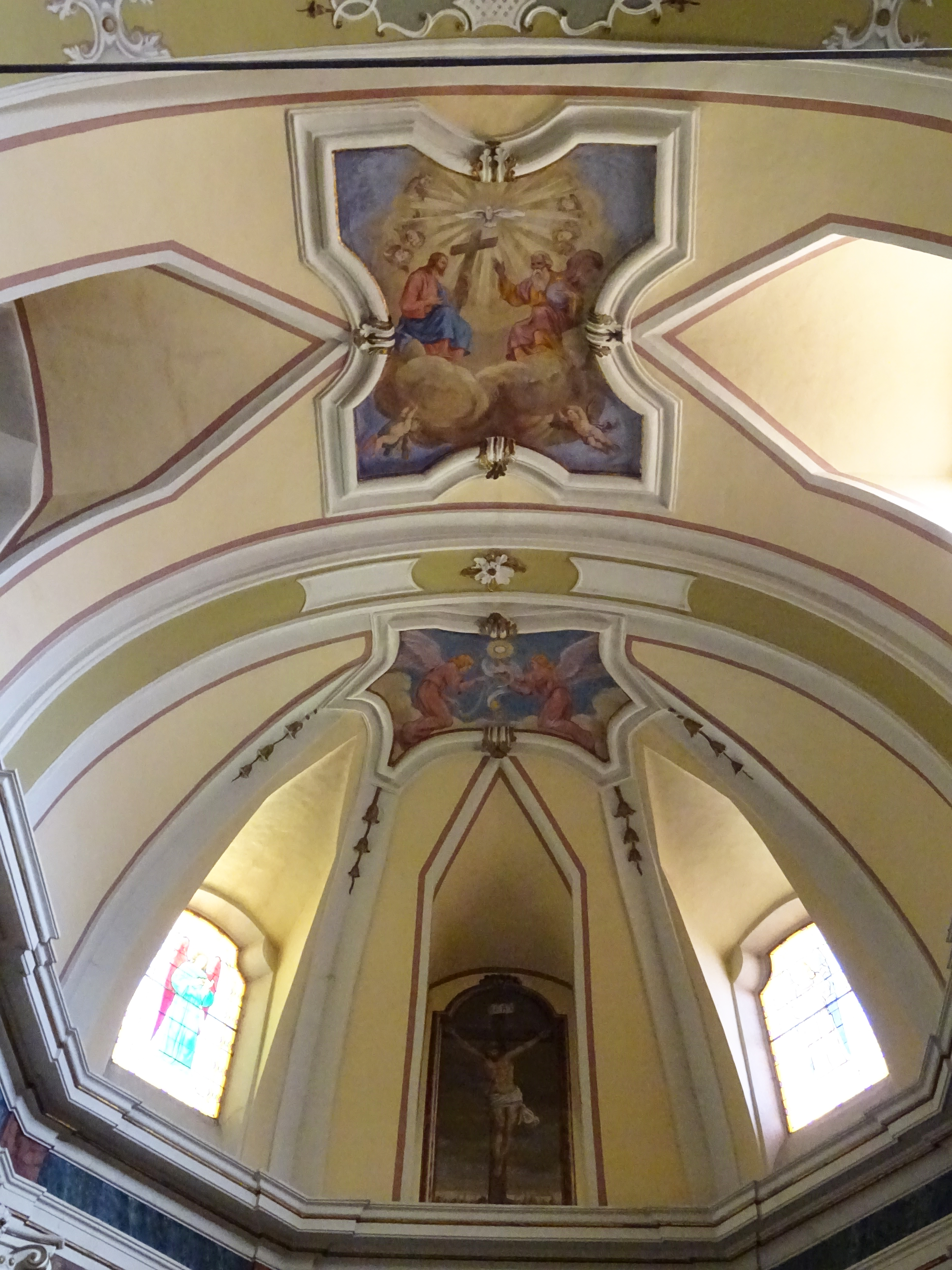
Volta affrescata del presbiterio e dell'abside

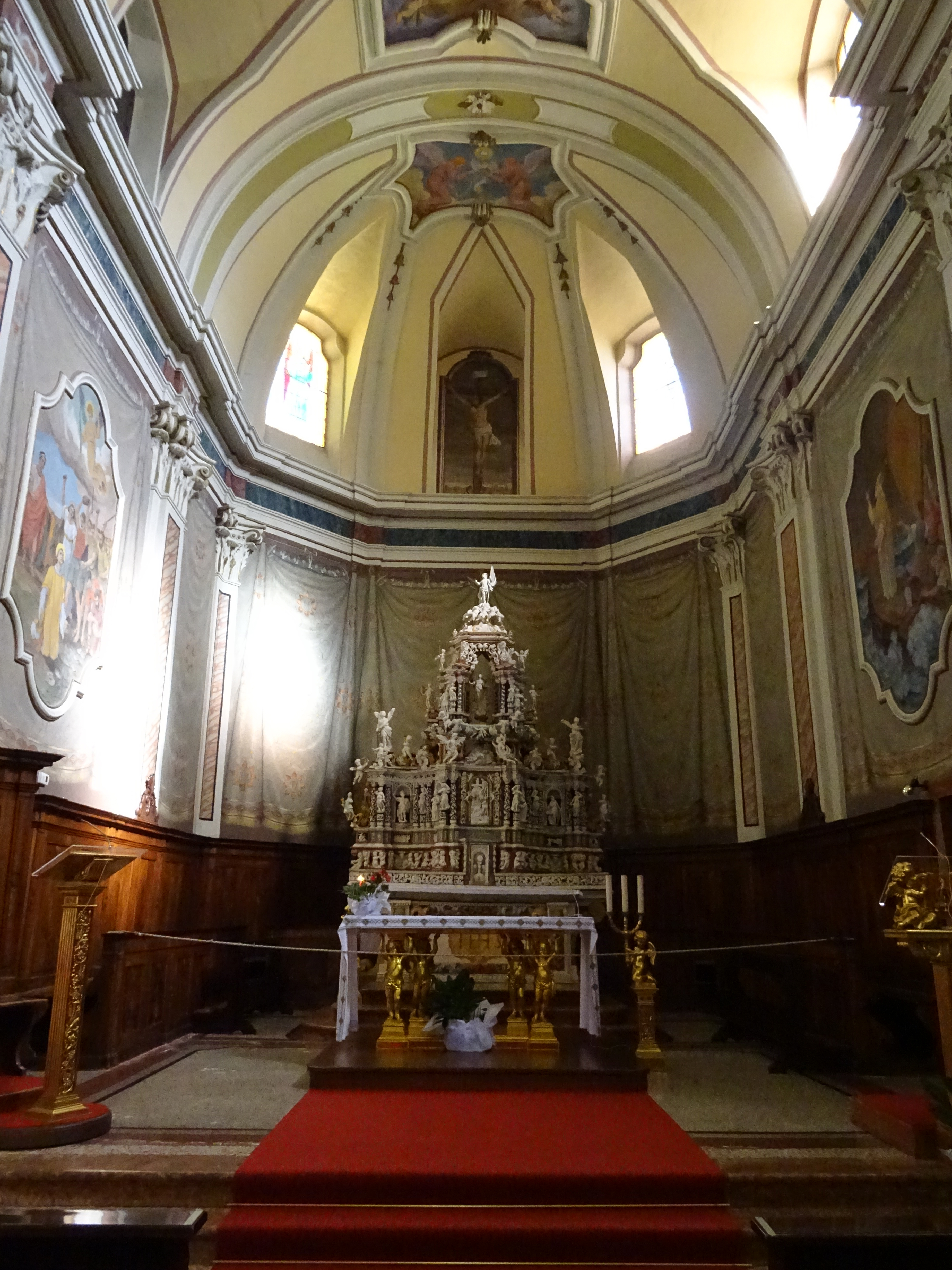
Presbiterio dopo i lavori di adeguamento liturgico.

Storicamente la chiesa venne documentata la prima volta negli atti della visita pastorale del 1579. Oltre un secolo dopo, nel 1727, Carisolo ebbe dignità curiaziale con sede nella chiesa di Santo Stefano.
Nella seconda metà del XVIII secolo la primitiva chiesa venne completamente ricostruita nelle forme che ci sono pervenute e, in seguito, le volte della navata vennero decorate a fresco da anonimo artista trentino.
La solenne consacrazione venne celebrata nel 1754 e da quel momento divenne la nuova sede della curazia, sostitunedo nel ruolo quella ormai solo cimiteriale e sussidiaria di Santo Stefano.
Venne elevata a dignità parrocchiale nel 1920.
Nel primo dopoguerra del XX secolo la chiesa venne arricchita di decorazioni a tempera nelle pareti e nella volta presbiteriali, opera di Matteo Tevini, che in quel periodo lavorò anche nella chiesa di San Lorenzo di Pinzolo.
Gli ultimi interventi di restauro si sono realizzati negli anni ottanta e hanno riguardato in particolare gli esterni dell'edificio, coperture e tinteggiatura.

## Descrizione

### Esterni
La chiesa di San Nicolò è situata in posizione dominante sull'abitato di Carisolo, con orientamento verso est. La facciata a capanna è semplice con due spioventi. Nella parte mediana ospita tre nicchie e, in alto, presenta una grande finestra dal contorno mistilineo che porta luce alla sala. La torre campanaria si alza in posizione arretrata sulla sinistra.

### Interni
La navata è unica, con volta a botte e con cappelle laterali disposte simmetricamente. 
L'abside ha pianta poligonale.
L'altare maggiore è barocco, ed è della fine del XVII secolo.